# Avraham Hirschson

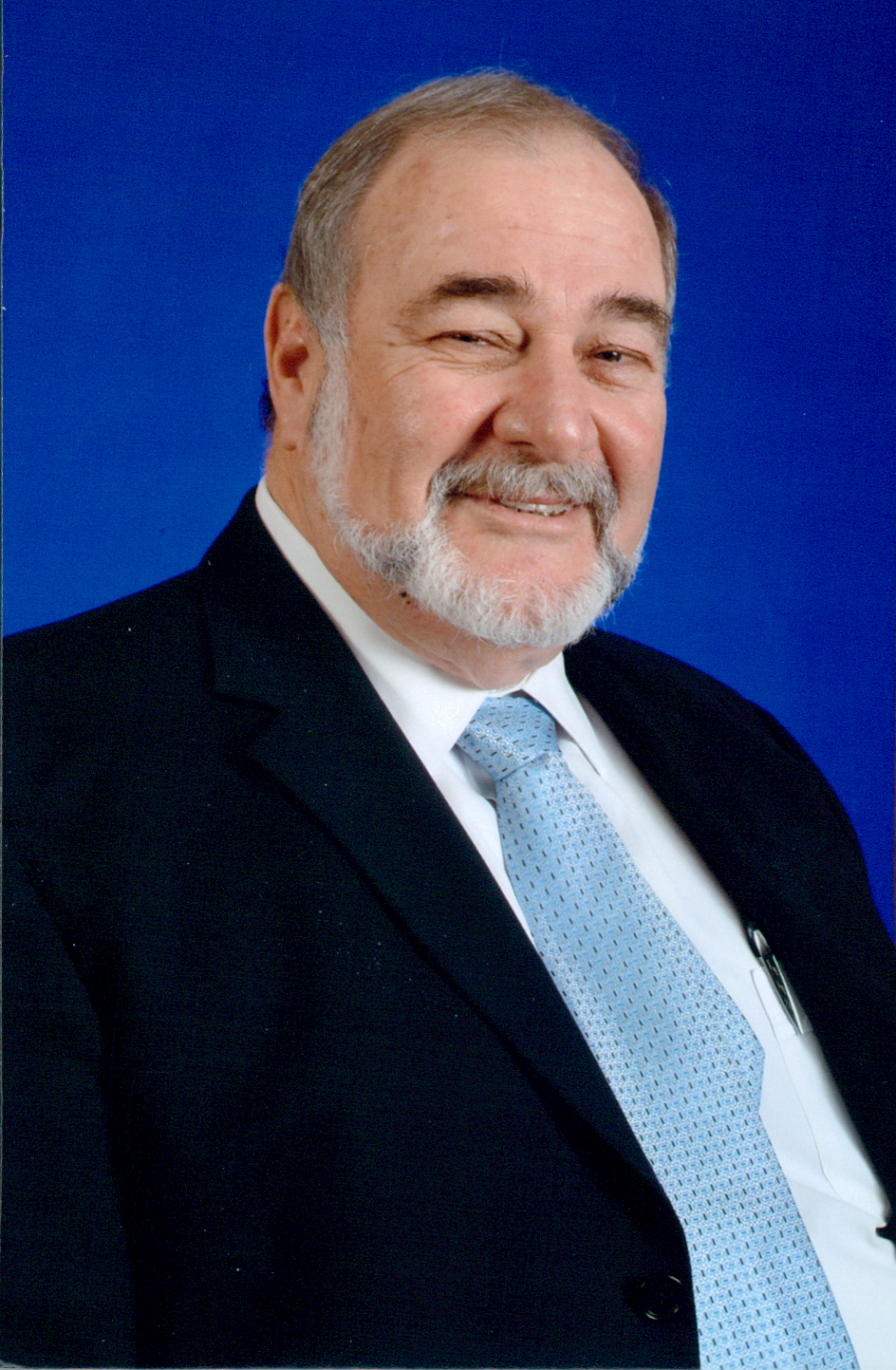
Avraham Hirschson

Avraham Hirschson (hebräisch אברהם הירשזון; * 11. Februar 1941 in Tel Mond, Palästina; † 7. März 2022) war vom 4. Mai 2006 bis 22. April 2007 israelischer Finanzminister. Er gehörte der Likud- und der Kadima-Partei an. Er gehörte von 1983 bis 1984 der 10. Knesset und von 1992 bis 2009 der 13. bis 17. Knesset als Likud- und als Kadima-Abgeordneter an.